# Nacho de Paz
Ignacio de Paz Sánchez, (Oviedo, Asturias, 28 de marzo de 1974), conocido como Nacho de Paz, es un director de orquesta español.

## Trayectoria
Realizó estudios piano y composición, y que acabó en Barcelona con matrícula de honor
Realizó el titulado superior en piano por el  Conservatorio Superior de Música Eduardo Martínez Torner, de Oviedo.  y en composición por el Conservatorio Superior Municipal de Barcelona, con matrícula de honor. También el doctorado en Historia del Arte y Musicología en la Universidad Autónoma de Barcelona y en la Universidad Complutense de Madrid.
Composición la estudió con José Luis de Delás y dirección de orquesta con Arturo Tamayo y Pierre Boulez. Becado por el gobierno alemán y el Ensemble Modern, de Frankfurt, en 2006, cursó un Máster en música contemporánea en la Universidad de Frankfurt .
Ocupó la cátedra de Análisis de Música Contemporánea del Conservatorio Superior de música de Aragón, de 2005 a 2016. Actualmente, en dicho centro dirige su Academia para la Nueva Música (CSMA)  También hace actividades educativas especializadas en música contemporánea en colaboración con centros musicales museos y universidades en localidades como San Sebastián, Barcelona, Gerona, Alcalá de Henares y Madrid.  
Ayudante de Arturo Tamayo en diversas ocasiones, con la Orchestre Philarmonique du Luxembourg, Orquesta Sinfónica de Euskadi, Orquesta del Teatro Nacional Sao Carlos de Lisboa, Orquesta Sinfónica de Barcelona y Nacional de Cataluña, Joven Orquesta Nacional de España y Orquesta y coro de la Comunidad de Madrid .
Fue Director ayudante en el  Centro para la Difusión de la Música Contemporánea, de 2001 a 2005. Y Director del Ensemble Obert y de la compañía de ópera, Diabolus in Musica de Barcelona, centrándose en la difusión de la música del siglo XX y de vanguardia . Ejerció como Director de la Internationale Ensemble Modern Akademie en Frankfurt am Main en la temporada 2006/07.  
En 2007 dirigió al Ensemble Modern en la producción de la ópera Die Dreigroschenoper (La ópera de los tres centavos), de Kurt Weill y Bertolt Brecht   retransmitida por el canal Arte. Ha dirigido en el Alte Oper y Shauspielhaus de Frankfurt, Sprechwerk de Hamburgo, ZKM (Centro de Arte y Medios Tecnológicos de Karlsruhe alemán y el RadioKulturhaus,  y Arnold Schönberg Center, ambos, de Viena. 
En 2010 fue el encargado de dirigir el concierto de clausura del I premio internacional de composición Auditorio Nacional de Música - Fundación BBVA con la Orquesta Nacional de España. En 2022 dirigió un concierto en homenaje al compositor Luis de Pablo, fallecido en 2021, en el Conservatorio Superior de Música de Aragón. 
Ha colaborado, entre otros, con el Teatro Real, Wiener Konzerthaus, ARTE TV, Orquesta Sinfónica de Bilbao, Orquesta Sinfónica de RTVE, Ensemble Recherche, Aspekte Festival Salzburg, Kampnagel Hamburg, Philharmonie Luxembourg, Berliner Festspiele, Wien Modern, Oper Graz, Orquesta Sinfónica de Barcelona y Nacional de Cataluña, Teatro de la Maestranza y Orquesta y Coro Nacionales de España. 
Actualmente, es el principal director invitado del Ensemble PHACE en Viena. 

## Estrenos
Ha realizado estrenos mundiales de obras de Agustí Charles, José García Román, Roberto López, Vassos Nicolau y Luis de Pablo. Estrenos en España de Pierre Boulez, Sylvano Bussotti, Juan Guinjoan, Klaus Huber, Magnus Lindberg, Luigi Nono, Karlheinz Stockhausen, Iannis Xenakis, etc. También estrenos en Austria, Alemania, Francia y Portugal . 

## Grabaciones
Ha grabado para discográficas, como Timpani Récords, Claves, Stradivarius o Col Legno musc y para televisiones como las alemanas ZDFy Hessischer Rundfunk, la austriaca ORF-1 y la española TVE, entre otras. 
En 2024 grabó con el grupo vienés Ensemble Phace ocho composiciones de autoría canaria, a iniciativa del Festival Contemporáneo, del Festival Internacional de Música de Canarias.  

## Premios
- Premio Internacional de Composición Joan Guinjoan (2002) [1]
- Premio Internacional de Composición Luigi Russolo ( 2003) [1]
- Premio Internacional de Composición SGAE de electroacústica (2004) [6]
- Premio Internacional de Composición SGAE – CullerArts para violín (2021) [6]